# Kulturella ungdomsrörelsen
Kulturella ungdomsrörelsen (K.U.R.) är en ungdomsförening, grundad 1905 på initiativ av Folkbildningsförbundet (numera Studieförbunden) med syfte att inom Stockholm bereda ungdomen inom alla yrken och samhällsklasser tillfälle till kulturella förströelser under fria former. En av KUR:s ledande personligheter var Knut Kjellberg.